# Lebia lecontei
Lebia lecontei är en skalbaggsart som beskrevs av Ronald B. Madge. Lebia lecontei ingår i släktet Lebia och familjen jordlöpare. Inga underarter finns listade i Catalogue of Life.